# Gout-Rossignol
Gout-Rossignol is een gemeente in het Franse departement Dordogne (regio Nouvelle-Aquitaine) en telt 429 inwoners (1999). De plaats maakt deel uit van het arrondissement Périgueux.

## Geografie
De oppervlakte van Gout-Rossignol bedraagt 24,4 km², de bevolkingsdichtheid is 17,6 inwoners per km².
De onderstaande kaart toont de ligging van Gout-Rossignol met de belangrijkste infrastructuur en aangrenzende gemeenten.

## Demografie
Onderstaande figuur toont het verloop van het inwonertal (bron: INSEE-tellingen).

1. ↑  Populations de référence 2022.